# 노종건
노종건(한국 한자: 盧鍾健, 1981년 2월 24일 ~ )은 대한민국의 은퇴한 축구 선수로, 포지션은 수비형 미드필더이다. 인천 유나이티드 FC에서 뛰던 2008년에 주장을 맡은 바 있다.
경희고등학교 축구부를 거쳐 인천대학교 축구부에 입단하였으며, 1996년 전국 추계연맹전 우승, 1998년 진주MBC배 우승, 2001년 전국체전 우승을 달성하였다.